# Береговой сельсовет (Амурская область)
Берегово́й сельсове́т — муниципальное образование со статусом сельского поселения в составе Зейского района Амурской области. 
Административный центр — посёлок Береговой.

## История
31 октября 2005 года в соответствии с Законом Амурской области № 73-ОЗ муниципальное образование наделено статусом сельского поселения.

## Население
| 2002  | 2010  | 2011  | 2012  | 2013  | 2014  | 2015  |
| ----- | ----- | ----- | ----- | ----- | ----- | ----- |
| 2225  | ↘1735 | ↘1728 | ↘1670 | ↘1637 | ↘1612 | ↘1578 |
| 2016  | 2017  | 2018  | 2021  |       |       |       |
| ↘1527 | ↘1491 | ↘1435 | ↘1013 |       |       |       |

## Состав сельского поселения
| № | Населённый пункт | Тип населённого пункта          | Население |
| - | ---------------- | ------------------------------- | --------- |
| 1 | Береговой        | посёлок, административный центр | ↘1012     |
| 2 | Кировский        | посёлок                         | ↘23       |